# Goran Dragić

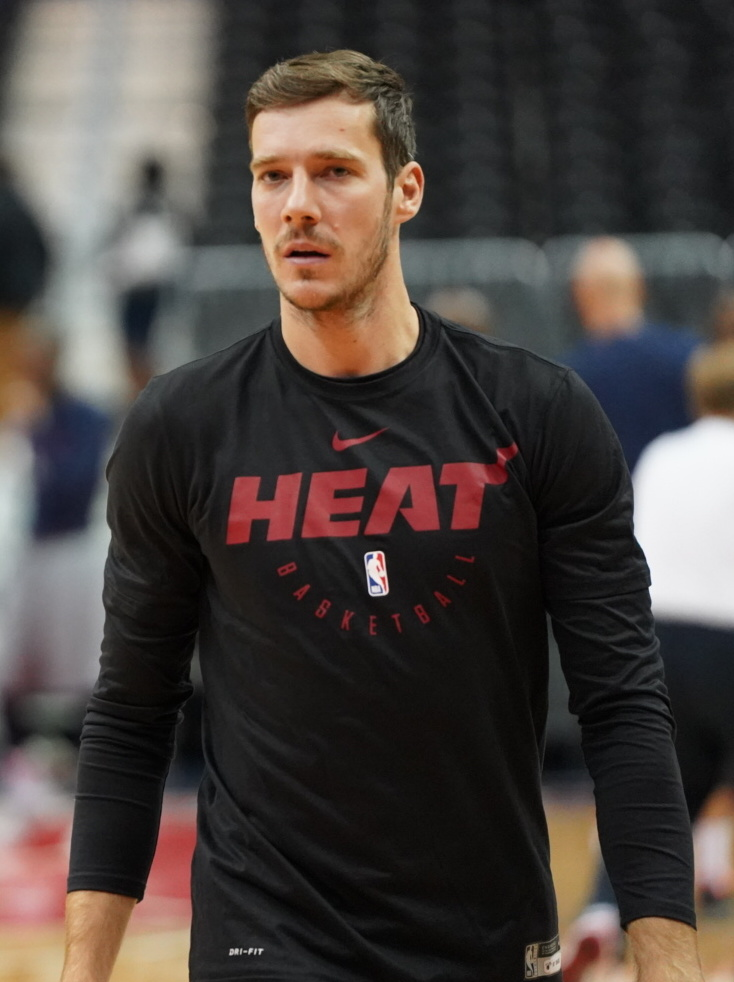
Goran Dragić, 2018.

Goran Dragić, född 6 maj 1986 i Ljubljana i dåvarande SFR Jugoslavien, är en slovensk tidigare basketspelare (point guard/shooting guard). Han debuterade i NBA 2008 och avslutade karriären 2023. Mest framgångsrik var han med Phoenix Suns (2008–2011, 2012–2015) och Miami Heat (2015–2021). 2014 fick han priset NBA Most Improved Player Award. 2018 blev han uttagen till NBA:s all star-match.
Dragić var med och vann EM-guld 2017 och blev utsedd till hela turneringens mest värdefulla spelare (MVP), med Sloveniens landslag.
Hans yngre bror Zoran Dragić har också spelat i NBA.

## Lag
- KD Ilirija (2003–2004)
- Geoplin Slovan (2004–2006)
- CB Murcia (2006–2007)
- Union Olimpija (2007–2008)
- Phoenix Suns (2008–2011)
- Houston Rockets (2011–2012)
- Saski Baskonia (2011)
- Phoenix Suns (2012–2015)
- Miami Heat (2015–2021)
- Toronto Raptors (2021–2022)
- Brooklyn Nets (2022)
- Chicago Bulls (2022–2023)
- Milwaukee Bucks (2023)